# Presławska szkoła piśmiennicza
Presławska szkoła piśmiennicza (czasem także po prostu: szkoła presławska) była pierwszą szkołą piśmienniczą w Bułgarii. Powstała na przełomie IX i X wieku i związana jest z działalnością uczniów: braci Cyryla i Metodego, początkowo w Plisce, później w Presławiu. 
To m.in. z ich twórczością związany jest tzw. "złoty wiek" kultury i literatury Bułgarii (przypada to na okres panowania cara Borysa I i jego syna Symeona).
Szkoła utworzona została przez krąg pisarzy, tworzących w języku staro-cerkiewno-słowiańskim, począwszy od IX wieku aż do upadku Presławia, spalonego przez bizantyjskiego cesarza Jana Tzimiskesa w 972 roku. 
Łączyła idee i tradycje zapoczątkowane przez braci sołuńskich z polityką propagującą szeroko pojętą kulturę. Za organizowaniem życia kulturalnego stali: car Symeon I – charakteryzujący się zamiłowaniem do literatury i czarnorizec Doks – brat Borysa I
Szkoła presławska była ważnym ośrodkiem literackim i kulturalnym pierwszego państwa bułgarskiego a także wszystkich Słowian południowych. Działali tu pisarze i twórcy tej klasy co Konstantyn Presławski, Jan Egzarcha, Czernorizec Chrabyr (Mnich Chrobry) czy Prezbiter Kozma. Imiona te są nierozdzielnie związane z początkami piśmiennictwa staro-cerkiewno-słowiańskiego, wpisuje się je również w dzieje literatury bułgarskiej. Obok oryginalny dzieł, takich jak np. traktat O literach Mnicha Chrobrego, czy Mowa przeciwko bogomiłom Prezbitera Kozmy. Słynne są również postaci: kopisty Tudora Doksowa oraz tłumacza prezbitera Grigorija. w Presławiu powstawały liczne przekłady, głównie autorów greckich.
W pałacowej bibliotece zbierane były najcenniejsze średniowieczne greckie i starobułgarskie księgi chrześcijańskie, dzieła teologiczno–przyrodnicze, opisy geograficzne, encyklopedie, dzieła antycznych i chrześcijańskich historyków, zborniki o cerkiewnym ustawodawstwem.
Pisano głównie: żywoty słowa pochwalne, objaśniające, słowa na różne święta. Rozwijała się literatura polemiczna (m.in. twórczość Czernorizca Chrabra), proza oratorska (m.in. Учително евангелие Konstantyna Presławskiego, Празничните слова Jana Ekzarchy), teologiczna, przyrodniczo–naukowa (Небеса Jana Ekzarchy oraz Шестоднев czyli Hexameron) oraz encyklopedyczna, tworzono poezję – Modlitwa Abecadłowa. Napisano służbę Metodemu, Pochwałę cara Symeona, kanon ku czci archistratega Michała, tridion Konstantynowi Presławskiemu.
Do najbardziej znaczących tekstów literatury bułgarskiej tego okresu tekstów należy dokonany przez Jana Egzarchę przekład tzw. Sześciodniewu. Jest to wersja bizantyjskich opowieści o sześciu dniach stworzenia świata (Hexahemeron), uzupełniona o informacje przyrodnicze, filozoficzne i geograficzne, zaczerpnięte z dzieł wielu pisarzy antycznych i wczesnośredniowiecznych (m.in. Bazylego Wielkiego, Kosmasa Indikopleustesa, Arystotelesa, Jana Chryzostoma, itp.). Tekst, poświęcony Symeonowi, zawiera także oryginalne informacje, autorstwa Jana Egzarchy, m.in. bardzo cenne dla dziejów kultury bułgarskiej świadectwa odnośnie do Presławia (ówczesnej stolicy państwa bułgarskiego), carskich pałaców, jak również informacje dotyczące samego cara Symeona, jego ubioru, arystokracji bułgarskiej, warstw społecznych, itp.
Tworzono również literaturę historyczną, pisano kroniki (Konstantyn Presławski – Историкии), beletrystykę religijną przeznaczoną dla szerokiego kręgu czytelników. Tłumaczono apokryfy, powieści heroiczno–historyczne oraz obyczajowo–naukowe. Literatura szkoły presławskiej charakteryzowała się różnorodnością i bogactwem form. Tworzona była nie tylko ku czci bożej, ale również z czysto estetycznych pobudek.
Ogólnie dla niej charakterystyczne były innowacje morfologiczne i syntaktyczne oraz synonimia leksykalna (dialektyzmy leksykalne).
Ponieważ w odróżnieniu od szkoły ochrydzkiej, w Presławiu stosowano przede wszystkim cyrylicę, uważa się, iż szkoła presławska odegrała kluczową rolę w rozwoju tego alfabetu oraz w rozpropagowaniu go poza granice Bułgarii. W okolicach Presławia odnaleziono także najstarsze cyrylickie inskrypcje, datowane na rok 943.